# 自画像 (レイステル)
『自画像』（じがぞう、蘭: Zelfportret、英: Self-Portrait）は、オランダ黄金時代の女性画家ユディト・レイステルが1630年頃、キャンバス上に油彩で制作した絵画である。現在、ワシントン・ナショナル・ギャラリーに所蔵されている。1633年、ハールレム聖ルカ画家組合 に「傑作」として譲渡された。作品は、数世紀の間、フランス・ハルスに帰属されていたが、1949年にナショナル・ギャラリーに取得されてようやく正しくユディト・レイステルに帰属された。様式的には、確かにハールレムのもっとも有名な画家であったハルスに類似している。
2016年に、2番目の『自画像』が発見され、それは1653年頃の制作とされている。
画面のレイステルは非常にゆったりしているように見えるが、構図は少なからず人工的な創造物である。彼女は、自身の最上のものだったはずの衣服に身を包んでいるが、実際には、その服で濡れた絵具の側に近づく危険は冒さなかったに違いない。彼女が描いている人物は別の作品から採られており、実際には、おそらく1人の人物像としては決して描かれなかったものである。
批評家たちは、この作品に「バロック的な近接性」を見出している。 画家と鑑賞者は、空間的に非常に近くにいるのである。絵画の多くの要素は、より近くに感じさせ、鑑賞者の空間に入ってくるかのように短縮法で描かれている。

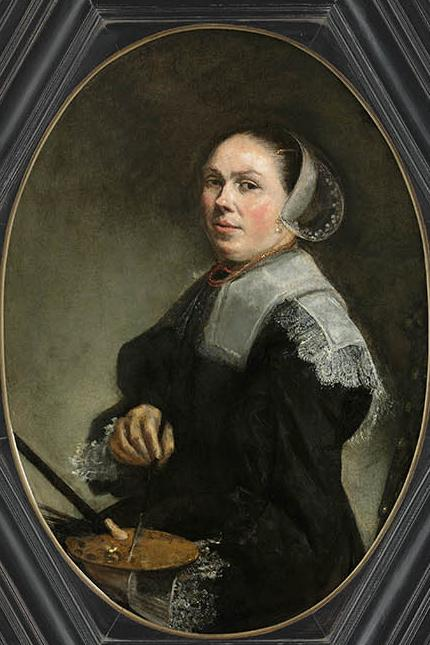
1653年頃の『自画像』

## 背景

### 画家
この時期の女性にとって、画家であることは普通のことではなかった。しかしながら、ユディト・レイステルは18歳で画家として仕事をし、オランダの絵画全盛時代に最初に女性画家として成功を収めた。彼女は自身の工房を経営し、作品を売りながら、弟子に教えていた。レイステルは、肖像画と静物画とともに風俗画に特化した。自身の作品には星印で署名していたが、それは彼女の姓が「導く星」と訳せたからである。レイステルはまた、男性に支配されていたハールレムの画家組合の最初の女性の会員であった。死後、彼女の芸術的名声はなくなり、本作は誤ってフランス・ハルスに帰属された。

### フランス・ハルスへの誤った帰属
レイステルがフランス・ハルスの弟子であったかどうかは不明であるが、彼女の様式はハルスの様式と類似した特色を共有している。このため、彼女の作品のいくつかは、誤ってハルスに帰属されたのである。光と陰の劇的な対比を描くカラヴァッジョの影響は、彼女の多くの作品に見出せる。幻想的な照明と柔らかく広い筆触は、レイステルとハルスに共通している。2人の作品は、光、軽い筆触、そして、類似した主題を含んでいる。レイステルの死後、彼女の作品は忘れ去られ、結果的にハルスに誤って帰属されるにいたった。
レイステルは作品の多くに結婚前の名前で署名しなかったので、美術史家はそれらをハルス、または同時代の他の男性画家に帰属した。彼女の『自画像』は、ハルスにより1620年代に制作されたと見なされ、初期の売却歴では『画家の娘』として売られた作品の1つであった可能性がある。18世紀と19世紀には、収集家と画商はしばしば彼女の絵画にフランス・ハルスの署名を偽造し、彼女の署名を覆い隠した。本作は、1929年5月9日、ニューヨークのイーリック・ギャラリーで、ワシントンD.Cのロバート・ウッズ・ブリス夫妻に25万ドルで売却された。 1928年、W・R・ヴァレンタイナー  は、本作をハルスによるレイステルの肖像であると宣言した。1930年、ヘリット・ダーフィット・グラターマは、絵画はレイステル自身によるものであり、彼女が『陽気な三人』 (個人蔵) の習作を描いていた時期に制作されたと主張した。

### 傑作
レイステルは、1633年に独立した師匠としてハールレムの聖ルカ組合に入会した。女性たちは組合 (ギルド) から排除されていたので、これは異例のことであった。組合の一員であることは、成功するためには極めて大事なことであった。組合の一員でなければ、作品を売却することも、弟子に教える工房を所有することも極めて難しかったのである。しかし、レイステルは組合の師匠にさえなった。本作を「傑作」として制作したのは、彼女が師匠として申請していた時期であった。この絵画で、彼女は自身の技術を誇示している。彼女は、非常に高価で、彼女の一番いい服であったであろう大きなレースのカラーと絹の袖のある服を身に着けた姿で自身を描いている。 実際に、彼女がこのような服を身に着けて、描いたとは思えない。肖像画の大部分のモデルのように、彼女は一番いい姿で表されることを望んだのである。ちなみに、彼女のモデルたちは、異なる布地を描く彼女の技術を誇示することを許容したが、本作でもそれは誇示されている。画中のイーゼルには、制作過程のヴァイオリン奏者が描かれているが、それは、レイステルが一番よく描いた風俗画の典型的な例である。

## 解説

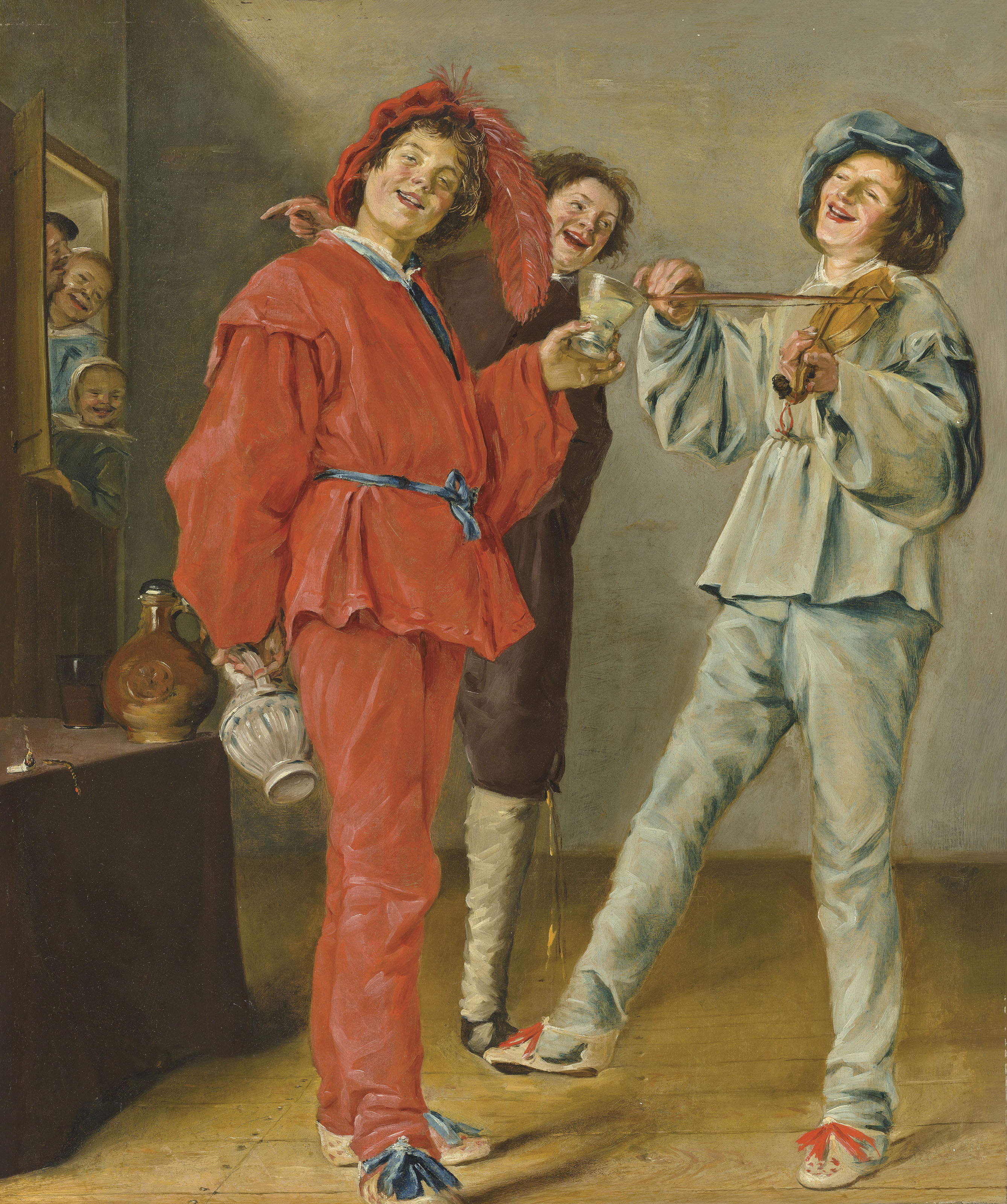
ユディト・レイステル『陽気な三人』 (個人蔵)

### 主題
絵画を職人ではなく芸術家によるものとして見られることを追求した16世紀以来の画家たちの伝統を継承し、レイステルは、絵画制作には適さないが、富と成功に注意を引かせるカフス、高価な布地と大きなカラーを身に着けて、自身を描くことを選択した。 彼女はまた、パレット上に絵具を描いており、このことは芸術家としての彼女の技術を表している。そして、自身を技術的に劣る工藝家と区別し、技術的能力を見せびらかしているのである。 レイステルがハルスのもとで学んだかどうかは不明であるが、緩やかな筆致と寛いだポーズは、ハルスの様式的選択を反映している。 レイステルは、現存する彼女の別の作品である『陽気な三人』に登場する人物を描いている自身を表している。
レイステルの他の作品と同様に、彼女の『自画像』は一瞬の様相を捉えている特質を持ち、彼女は話そうとするかのように唇を少し開けて、ちょっと振り向いて鑑賞者の方を見ている。そのような唇の描写は詩に言及しているもので、造形芸術が詩にいかに関連しているかを示すものだと提起されている。レイステルはまた、腕を上げて椅子の上に載せている姿で自身を描いているが、それは自身の技術に対する気取らない、気ままな自信を表したものである。彼女はまた、鑑賞者を彼女のアトリエに招き入れるかのように鑑賞者の方を見ている。このことは、掌の中の絵筆と、『陽気な三人』中のヴァイオリン奏者を描き入れていることと同様、本作が彼女の能力を宣伝すべく計算されていたことを示唆している。そして、また、レイステルが風俗画だけでなく肖像画を制作することもできるということを鑑賞者に知らせる方法でもあった。

### 構図
ホフリヒター (Hofrichter) によれば、X線分析は、イーゼル上の人物は、もともと若い少女の肖像であったことを示している。さらに、レイステルが肖像だけでなく、演劇のポーズをする人物を描くこともできるという技巧を誇示するのは、当時の他の傑作と同様の傾向であることを示している。 自画像を描いている自画像にする代わりに、レイステルは自身の人気のある絵画を画面に描くことで、自身の技術と画家としての成功を示すことを選択しているのである。
全体として、レイステルの絵画は他の女性画家たちの自画像と類似している。パレットと絵筆を持ち、未完成の絵画のあるイーゼルに向かう自身を描いていることにより、カタリナ・ファン・ヘメッセンの1546年の『自画像』や、ソフォニスバ・アングイッソラの1554年頃の『自画像』を想起させる。レイステルの『自画像』の特徴は、自身の配置場所である。ファン・ヘメッセンもアングイッソラも、女性像に適していると見なされた構図の左側、すなわち「紋章的左側」に自身を配置した。対照的に、レイステルは自身の姿を男性像に適していると見なされた構図の右側、すなわち「紋章的右側」に配置している。この選択は、職業画家としての彼女の地位を反映している可能性がある。

## 展示歴
- 1937年— Frans Hals Tentoonstelling ter gelegenheid van het 75-jarig bestaan van het gemeentelijk Museum te Haarlem, フランス・ハルス美術館, ハールレム, no. 9, as by Frans Hals
- 1993年— Judith Leyster: A Dutch Master and Her World, Frans Halsmuseum, Haarlem;ウスター美術館 （英語版） , マサチューセッツ, 1993年, no. 7, as by Leyster
- 2009年— Judith Leyster, 1609-1660, exhibition on the occasion of Judith Leyster's 400th Anniversary, National Gallery of Art, Washington, D.C.; フランス・ハルス美術館, ハールレム, 2009-2010年